# جو فرنسيس (لاعب كرة قدم أمريكية)
جو فرنسيس (بالإنجليزية: Joe Francis)‏ هو لاعب كرة قدم أمريكية أمريكي، ولد في 21 أبريل 1936 في هونولولو في الولايات المتحدة، وتوفي في 15 أبريل 2013 في هاواي في الولايات المتحدة.

## وصلات خارجية
- جو فرنسيس على موقع مرجع كرة القدم المحترفة.كوم (الإنجليزية)